# ジョン・ゲイ
ジョン・ゲイ（またはジョン・ガイ, 英: John Gay, 1685年6月30日 - 1732年12月4日）は、イングランドの詩人、劇作家。ゲイの作品で有名なものは、ヨハン・クリストフ・ペープシュが曲をつけた『ベガーズ・オペラ（乞食オペラ）』（1728年）で、マクヒース、ポリー・ピーチャムといった登場人物たちの名前は一般に広く浸透した。

## 生涯
ゲイは、イングランドのバーンスティプルで生まれ、その地のグラマースクールで教育を受けた。卒業後、ロンドンで絹織物商の徒弟になったが、サミュエル・ジョンソンによると「その仕事の監禁状態か奴隷状態」に疲れて、バーンスティプルに戻った。ゲイは町で非国教会の司祭をしていた伯父ジョン・ハマーのところにしばらく身を寄せ、それからまたロンドンに戻った。
ゲイの『Rural Sports』（1713年）のアレキサンダー・ポープへの献呈は、二人の長く続く友情のはじまりでもあった。1714年、ゲイはイングランドの田舎の生活を題材とした6つのパストラル連作『The Shepherd's Week』を書いた。創作を薦めたのはポープだった。理由は、「ザ・ガーディアン」紙が、当世随一のパストラル作家で真の「イングランドのテオクリトス」であったポープの存在を無視して、「エドマンド・スペンサーの後継者」と絶賛していたアンブローズ・フィリップスのアルカディア的パストラルを嘲笑するためだった。ゲイのパストラルは完全にその目的を果たしたが、それを抜きにしても作品は、イングランドの地方の若者たちとその恋人たちの滑稽な描写が楽しめる内容だった。
ジョナサン・スウィフトの助力で、ゲイはハノーファー宮廷へのイングランド大使の秘書の職を得たことがあったが、アン女王が亡くなって3ヶ月後、公職への希望を絶たれてしまった
1715年、ゲイは『What d'ye call it?』を書いた。これはトマス・オトウェイ『Venice Preserved』への特別な言及をした、当時の悲劇についての風刺劇で、おそらくポープの助けがあったようだ。しかし、ルイス・シオボルドとベンジャミン・グリフィンが『Complete key to the last new farce, The what d'ye call it』（1715年）で解き明かした真の意味は、一般読者には知らされなかった。1716年には3巻の詩『Trivia, or the Art of Walking the Streets of London』を発表したが、これについてはゲイもスウィフトからいくつかのヒントをもらってことを認めている。この作品には当時のロンドンが生き生きとユーモラスに描かれていた。1717年1月、ゲイは『Three Hours after Marriage』を書いたが、これは面白みのない甚だしく下品なもので、完全な失敗作だった。これにもポープとジョン・アーバスノットの助けがあったが、二人はゲイの単独作と見なされることを許した。
ゲイには多数のパトロンがいて、1720年には100ポンド以上の予約支払いを受けて、『Poems on Several Occasions』を出版した。その年、国務長官のジェイムズ・クラッグスがゲイに南海会社の株を贈った。ゲイはポープや他の友人たちの忠告を無視して、南海会社に投資し続けたが、南海泡沫事件でゲイはすべてを失ってしまった。そのショックでゲイは重態に陥ったとも言われている。しかし、友人たちはゲイを見捨てなかった。後の初代バース伯ウィリアム・プルトニー、第3代クイーンズベリ公チャールズ・ダグラス、そして第3代バーリントン伯リチャード・ボイルはゲイを定期的にチジックハウスやバーリントンハウスで歓待した。ポープもしきりにゲイの元を訪れ、ウィリアム・コングリーヴとアーバスノットからは昔と変わらない親切を受けた。1727年、ゲイはウィリアム王子のために『Fifty-one Fables in Verse』を書いた。ゲイは当然昇進を望んだが、それを廷臣たちの卑屈さと宮廷の名誉の虚栄心の中で言わなければならなかった。そしてゲイに、まだ子供だったルイーズ王女付きの王室の職（Gentleman Usher）が打診された。しかし、ゲイはその申し出を断った。はっきりとした理由は言わなかったが、友人たちには屈辱感がその理由だろうと考えた。以後二度とゲイは宮仕えをすることはなかった。
ゲイは次の作品『ベガーズ・オペラ（乞食オペラ）』には、政府の恩恵を得るようなものは何もなかった。サー・ロバート・ウォルポールを戯画化したこのバラッド・オペラは、1728年1月29日、ジョン・リッチによって上演された。「Rich gay and Gay rich」という言葉を生んだこの有名な作品は多くの点で革新的だった。この劇の風刺は二重のアレゴリー（寓意）を持っていた。ピーチャム氏とマクヒースのキャラクターは、有名な追い剥ぎ（ハイウェイマン）のならず者ジョナサン・ワイルドと、ロンドンっ子の押し込み強盗ジャック・シェパードをモデルにしている。同時に、ピーチャム氏は、ワイルドの盗みや南海会社の理事たちの罪を逃れるための逃亡を黙認したロバート・ウォルポール（政権）を揶揄しているとも理解された。その中で描かれた盗賊・追い剥ぎたちの裏には社会の風刺が隠されていた。ゲイは登場人物の道徳規準を描く中で支配階級の腐敗を念頭に置いていたことを明らかにした。もっとも『ベガーズ・オペラ』の成功の一端は、ポリー・ピーチェムを演じた、後のボルトン公爵夫人ラヴィニア・フェントンの演技のせいもあったに違いない。ともかくこの芝居は62夜というロングランを記録した。この作品のテーマを示唆したのはスウィフトだとも言われている。また、ポープとアーバスノットはこの作品の執筆中、絶えず意見を求められた。しかしあくまでゲイ単独の作品と見なすべきであろう。
ゲイは、ポリー・ピーチャムが西インド諸島で冒険するといった内容の続編『ポリー』を書いた。しかし、この上演は王室侍従長（Lord Chamberlain; 宮内長官）によって禁じられた。ウォルポールが黒幕であったことは疑いない。しかし、この「職権乱用」行為はゲイに何の損失も与えなかった。『ポリー』の優れた娯楽性は1729年の『ポリー』の予約販売でゲイが1000ポンドを稼いだことが証明している。クイーンズベリ公爵夫人は宮殿で予約購入者を募ったため、宮廷を解雇された。クイーンズベリ公はゲイに家を与え、公爵夫人はゲイが死ぬまで愛情のこもったパトロンであり続けた。ゲイが亡くなったのは1732年12月4日で、ウェストミンスター寺院に埋葬された。墓の墓碑銘はポープが書き、それにポープ自身のばかにした対句が続いた。
Life is a jest, and all things show it,
I thought so once, and now I know it.
（大意。「人生は戯れ。すべてのものがそれを示す。/私はかつてそう思い、今はそうだと知っている」）

## 代表作
- The Present State of Wit（1711年）
- The Rural Sports（1713年）
- The Shepherd's Week（1714年）
- The What D'ye Call It（1715年）
- Trivia, or The Art of Walking the Streets of London（1716年）
- エイシスとガラテア（1718年）
- Poems on Several Occasions（1720年）
- Fifty-one Fables in Verse（1727年）
- ベガーズ・オペラ（乞食オペラ、The Beggar's Opera、1728年）
- Polly（1729年）
- Achilles（1733年）
- The Distress'd Wife（1734年）
- Fables（1738年）
- Wine

## 日本語訳
- 『乞食オペラ』海保真夫訳、法政大学出版局